# ルーキー!
『ルーキー!』は、2001年4月10日から6月26日まで、関西テレビ制作・フジテレビ系で毎週火曜22時 ‐22時54分に放送された日本のテレビドラマである。全12回。主演は堂本光一。

## あらすじ
天現寺署生活安全課に赴任してきた新人刑事・愛田誠を主人公にしたハートフルポリスストーリー。熱血漢の先輩刑事・北見哲平とコンビを組み、互いに衝突しながらも事件を解決してゆく。

## キャスト
愛田誠〈23〉
演 - 堂本光一（KinKi Kids）
新米刑事。階級は巡査。安定している公務員だからという理由で警視庁の採用試験を受けて合格。初任地は山間地である西多摩署奥沢交番だったが、比較的のんびりした勤務内容が気に入り、このまま地域畑一筋に歩もうと考えていた。だが偶然指名手配犯を捕まえたことから、その功績によって当人の意に反し刑事への道が開けてしまう。生活安全課を希望した理由は「刑事課より安全そうだから」。刑事に見えない風貌からなのか、誤って連行･逮捕されることも。自らの発言が、気まずい雰囲気にしてしまう事がある。射撃の腕はかなり悪い様子。
佐藤佳織〈20〉
演 - 内山理名
新聞社「東都タイムス」の新人カメラマンで警察担当。牧野とコンビを組む。フォトジャーナリストを目指している。
北見哲平〈35〉
演 - 筧利夫
階級は巡査部長。生活安全課での愛田の指導役。刑事の武器は「足」だと思う熱血型の刑事。自分の責任で同僚が撃たれた事から、銃を憎んで徹底的に戦う捜査姿勢に。コンビを組む刑事には自らスニーカーを用意し、張り込み時にはあんパンを食べるなど捜査のスタイルとして独自の形がある様子。独身。
芹沢芳文〈37〉
演 - 石原良純
階級は警部補。天現寺署生活安全課係長。第1話の時点で警部昇任試験に3度落ちていて、第3話では4度目の試験にも落ちている。上司である五十嵐をよいしょする。
五十嵐由紀夫〈46〉
演 - 山下真司
階級は警部。天現寺署生活安全課長。昔は、刑事課でスニーカーを履いて走り回ったという「太陽にほえろ!」のスニーカー刑事を想像させる過去を持つ。
川村美佐江〈33〉
演 - 石野真子
小料理屋「天川」の女将。家族は娘がいる。仕事に生きがいを感じる北見が好きな様子である。
前川真介〈30〉
演 - 高木将大
天現寺署生活安全課刑事。望月とコンビを組む。
牧野幸平〈50〉
演 - 阿南健治
新聞社「東都タイムス」の先輩記者。
榊原清治〈53〉
演 - 井上順（第6話 - ）
第6話のラストより、天現寺署署長に転任してくる。北見が以前の所轄署に在籍した当時の上司である。しかし、お互いに良くは思っていない。
望月玲子〈36〉
演 - 黒木瞳
階級は警部補。天現寺署生活安全課のエースといえる刑事。捜査一課の転属を願うも、なかなか叶わず。家族は夫とは離婚し、8歳の息子・健太の親権をめぐり争っている。

## スタッフ
- 脚本：尾崎将也、旺季志ずか
- プロデューサー：笠置高弘（関西テレビ）、東城祐司、伊藤達哉（いずれもMMJ）
- 演出：塚本連平（MMJ）、今井和久（MMJ）、小松隆志
- 音楽：金子隆博
- 音楽プロデューサー：仲西匡
- 主題歌：KinKi Kids「情熱」（ジャニーズ・エンタテイメント）

## 放送日程
| 各話                                                       | 放送日  | サブタイトル               | 脚本                | 演出     | 視聴率 |
| ---------------------------------------------------------- | ------- | -------------------------- | ------------------- | -------- | ------ |
| 第1話                                                      | 4月10日 | 世にも不幸な新米刑事!      | 尾崎将也            | 塚本連平 | 16.6%  |
| 第2話                                                      | 4月17日 | 僕には無理です! 秘密捜査   | 尾崎将也            | 塚本連平 | 13.8%  |
| 第3話                                                      | 4月24日 | 女装でデカ恋も仕事も命がけ | 尾崎将也 旺季志ずか | 今井和久 | 12.9%  |
| 第4話                                                      | 5月01日 | ナゾの美女の正体を暴け!!   | 尾崎将也            | 小松隆志 | 11.4%  |
| 第5話                                                      | 5月08日 | 刑事が110番するとき        | 尾崎将也            | 塚本連平 | 12.4%  |
| 第6話                                                      | 5月15日 | 少年ギャングを守りたい!?   | 尾崎将也 旺季志ずか | 今井和久 | 10.9%  |
| 第7話                                                      | 5月22日 | 爆弾魔が警察署ジャック!?   | 尾崎将也            | 小松隆志 | 10.9%  |
| 第8話                                                      | 5月29日 | ウキウキコンビで大失敗!!   | 尾崎将也 旺季志ずか | 今井和久 | 12.2%  |
| 第9話                                                      | 6月05日 | 死体がない!! 密室殺人の謎  | 尾崎将也            | 小松隆志 | 11.8%  |
| 第10話                                                     | 6月12日 | 連続放火魔のハートを掴め   | 尾崎将也            | 塚本連平 | 10.5%  |
| 第11話                                                     | 6月19日 | 超最悪!! 凶弾に倒れる刑事  | 尾崎将也            | 小松隆志 | 12.3%  |
| 最終話                                                     | 6月26日 | さよなら新米刑事           | 尾崎将也            | 塚本連平 | 13.9%  |
| 平均視聴率 12.5%（視聴率は関東地区・ビデオリサーチ社調べ） |         |                            |                     |          |        |

## 登場した主な車両
X110系マークII シルバー
生活安全課の覆面パトカー。
T190系コロナ 白/銀
生活安全課の覆面パトカー。主に望月と前川が使用する。ナンバーは｢品川500　84-12」
V30型カムリ 黒
捜査課の覆面パトカー。